# Ящірка аджарська
Ящірка аджарська (Darevskia mixta) — представник роду скельних ящірок родини Справжні ящірки.

## Опис
Довжина тулуба досягає 6,3 см, хвіст у 2 рази довший. Голова помірно стиснута. Міжщелепний щиток відділений від лобоносового. Між верхньовійними і надочноямковим щитками розташований перерваний або повний рядок з 2-15 зерняток. Перший верхньоскроневий щиток короткий, звужується і тупо обрізаний ззаду. Між дуже великими центральноскроневим і барабанним лежить 1 великий клиноподібної форми щиток, який за розмірами перевищує барабанний. По середній лінії горла проходить 20-28 лусок. Луска тулуба помірно опукла, гладенька або у задній третині спини слабкокілева. Навколо середини тіла 40-55 лусочок. Рядки стегнових пір у кількості 13-21 досягають колінних згинів. Попереду великої анального щитка лежать 2 дещо збільшених преанальних щитки. Луска, що вкриває гомілку, зверху зі слабко вираженими реберцями. Навколо її середини в одному ряду 14-23 луски.
Спина має яскраве смарагдово-зелене, трав'янисто-зелене або зеленувато-буре забарвлення. Спинна смуга утворена зосередженими вздовж хребта дрібними, іноді слабко вираженими, плямами і цяточками. Широкі темно-бурі бічні смуги утворені зближеними поздовжніми рядками темних кіл, контури яких можуть ледь вгадуватися, світлі «очі» на них зазвичай слабко виражені або проступають лише в області грудей. По верхньому сильно порізаному краю бічних смуг лежать ряди дрібних плям, більше виразних у передній третині тулуба. Черево, горло і низ голови зеленувато-жовтого кольору. Голова зверху у дрібних темних цятках.

## Спосіб життя
Полюбляє місцини з підвищеною вологістю, скелі по берегах річок у залісених ущелинах, нагромадження каміння у лісовій та частково гірсько-степовій зонах на висотах від 800 до 2000 м над рівнем моря. Місцями помічена серед уламків дрібних каменів на ділянках з трав'янистою рослинністю. Зрідка зустрічається на деревах. Харчується комахами, їхніми личинками та дрібними безхребетними, зокрема дощовими хробаками (Lumbricus).
Це яйцекладна ящірка. Відкладання 2-5 яєць відбувається у червні. Молоді ящірки з'являються у серпні.

## Розповсюдження
Це ендемік Грузії. Мешкає здебільшого на Месхетському хребті в Аджарії та у південно-західній Грузії.